# Nexxen
Nexxen (ранее Tremor International Ltd., Marimedia, Taptica) — публичная компания специализирующаяся на интернет-рекламе со штаб-квартирой в Нью-Йорке. Основанная в 2007 году, компания фокусируется на цифровой рекламе, включая видеорекламу, мобильную рекламу, нативную рекламу, а также технологии отображения информации и подключенное телевидение. Акции компании торгуются на Nasdaq и Лондонской фондовой бирже под тикером NEXN. В компании работает более 800 сотрудников в 19 офисах по всему миру.

## История
Компания была основана в 2007 году Майей Ширан и Ариэлем Кабаби под названием Marimedia и специализировалась на монетизации цифровой рекламы. Её основная технологическая платформа Ad$Gadget была запущена в 2011 году.
В ноябре 2010 года Хагай Тал и Эхуд Леви приобрели 50 % компании, а Хагай Тал стал её генеральным директором в декабре 2013 года. Леви также был директором и инвестором в Taptica, компании, занимающейся технологиями мобильной рекламы, от имени которой позже получила свое название Marimedia.
В 2014 году Marimedia приобрела Taptica, компанию, занимающуюся технологиями мобильной рекламы. Для финансирования этого приобретения акции компании были выведены на биржу альтернативных инвестиций (AIM) в Лондоне, что позволило привлечь 17,9 млн фунтов стерлингов. В следующем году Marimedia провела ребрендинг и получила название Taptica.
В сентябре 2015 года Taptica приобрела компанию AreaOne, занимающуюся технологиями социального маркетинга. В 2016 году Taptica приобрела 57 % японской компании Adinnovation за 5,7 миллиона долларов. В 2017 году Taptica приобрела сервисную платформу Tremor Video за 50 миллионов долларов — компанию, от имени которой они позже получили свое название.
В декабре 2018 года Хагай Тал ушел с поста генерального директора после того, как суд США постановил, что он скрыл существенные факты во время продажи Plimus в 2011 году.
В феврале 2019 года Taptica объединилась с RhythmOne. Обе компании были зарегистрированы на фондовой бирже, поэтому Taptica сохранила свой листинг, а акции RhythmOne были конвертированы в акции Taptica. В апреле 2019 года было объявлено, что Офер Друкер станет генеральным директором объединённой компании. В июне 2019 года Taptica была переименована в Tremor International. В 2020 году объединённая компания приобрела платформу видеорекламы «Unruly» у News Corp. В сентябре 2022 года Tremor International закрыла сделку по приобретению Amobee за 239 миллионов долларов.
В 2023 году компания Tremor International была переименована в Nexxen.